# Canton Charge 2017-2018
La stagione 2017-18 dei Canton Charge fu la 17ª nella NBA D-League per la franchigia.
I Canton Charge arrivarono quarti nella Central Division con un record di 22-28, non qualificandosi per i play-off.

## Roster
| N° | Naz.                   | Ruolo | Sportivo           | Anno | Alt. | Peso |
| -- | ---------------------- | ----- | ------------------ | ---- | ---- | ---- |
| 0  | Stati Uniti (bandiera) | G     | Akeem Springs      | 1994 | 193  | 100  |
| 1  | Porto Rico (bandiera)  | G     | John Holland       | 1988 | 196  | 93   |
| 2  | Stati Uniti (bandiera) | G     | Scoochie Smith     | 1994 | 188  | 82   |
| 3  | Stati Uniti (bandiera) | G     | Marcus Thornton    | 1993 | 203  | 100  |
| 4  | Ucraina (bandiera)     | A     | Maksym Pustozvonov | 1987 | 201  | 98   |
| 5  | Stati Uniti (bandiera) | G     | Arthur Edwards     | 1992 | 198  | 95   |
| 7  | Stati Uniti (bandiera) | G     | Stedmon Lemon      | 1992 | 198  | 91   |
| 7  | Stati Uniti (bandiera) | G     | Mike Williams      | 1991 | 185  | 86   |
| 10 | Stati Uniti (bandiera) | G     | Isaac Hamilton     | 1994 | 193  | 88   |
| 11 | Stati Uniti (bandiera) | A     | Grant Jerrett      | 1993 | 208  | 105  |
| 12 | Stati Uniti (bandiera) | GA    | Roosevelt Jones    | 1993 | 193  | 102  |
| 15 | Stati Uniti (bandiera) | G     | London Perrantes   | 1994 | 188  | 86   |
| 16 | Turchia (bandiera)     | A     | Cedi Osman         | 1995 | 203  | 98   |
| 18 | Stati Uniti (bandiera) | A     | Gerald Beverly     | 1993 | 203  | 107  |
| 21 | Stati Uniti (bandiera) | C     | Kendrick Perkins   | 1984 | 208  | 122  |
| 22 | Stati Uniti (bandiera) | A     | JaCorey Williams   | 1994 | 203  | 100  |
| 41 | Croazia (bandiera)     | C     | Ante Žižić         | 1997 | 211  | 113  |
| 42 | Stati Uniti (bandiera) | G     | Tyrrel Tate        | 1992 | 196  | 98   |
| 50 | Nigeria (bandiera)     | G     | Kevin Olekaibe     | 1992 | 188  | 82   |
| 55 | Stati Uniti (bandiera) | A     | Caleb Swanigan     | 1997 | 206  | 113  |

## Staff tecnico
- Allenatore: Nate Reinking
- Vice-allenatori: Melvin Ely, Sam Jones, Tyler Neal, Austin Peterson